# Tancoco, Pánuco
Tancoco är en ort i Mexiko.   Den ligger i kommunen Pánuco och delstaten Veracruz, i den östra delen av landet, 300 km norr om huvudstaden Mexico City. Tancoco ligger 34 meter över havet och antalet invånare är 106.
Terrängen runt Tancoco är platt. Runt Tancoco är det ganska glesbefolkat, med 32 invånare per kvadratkilometer. Närmaste större samhälle är Pánuco, 10,7 km sydost om Tancoco. Trakten runt Tancoco består till största delen av jordbruksmark.